# 中国民衆党
中国民衆党（ちゅうごくみんしゅうとう、略称は民衆党）は1987年11月21日に結党された台湾の政党の一つ。総裁は王忠泉、党主席は王明智。民衆党は中国国民党の古参党員が国民党の腐敗を不満として分党・結党されたもので、党員は退役軍人を主にしている。主張としては三民主義を信奉し、両岸統一を最終目標に、民主憲政を実現するというものであり、中国との交流促進を主張している。
国政面では比例代表選に出馬し、2005年の国代選では1.08%の得票率により3議席を獲得している。